# Херцеговац
Херцеговац (хорв. Hercegovac) — община с центром в одноимённом посёлке в центральной части Хорватии, в Беловарско-Билогорской жупании. Население общины 2838 человек (2011), население посёлка — 1058 человек. В состав общины кроме административного центра входит ещё 4 деревни.
Большинство населения общины составляют хорваты — 89,2 %, чехи насчитывают 8,2 %.
Община находится в районе между холмистыми грядами Билогора и Папук. В 10 км к юго-западу находится город Гарешница, в 10 км к северо-востоку — Грубишно-Полье, в 15 км к юго-востоку — Дарувар. Через посёлок Херцеговац проходит шоссе D45 Кутина — Гарешница — Грубишно-Полье, железных дорог по территории общины не проходит. В трёх километрах от посёлка протекает река Илова.
В 1891 году в деревне Палешник, входящей в состав общины, родился известный писатель Славко Колар.